# Jean-Pascal Dubost
Jean Pascal Dubost est un poète français né en 1963 à Caen. Il vit en Ille-et-Vilaine, dans la forêt de Brocéliande.

## Biographie
Il publie des articles et critiques littéraires dans différentes revues.
Il est l'un des collaborateurs du site de poésie Poesibao (actualité de la poésie contemporaine).
Il a participé à l'activité de la Maison de la Poésie de Nantes de 2001 à 2011, dont il a été le président de 2007 à 2011. 
Cofondateur en 2012 de l'association Dixit Poétic, il organise le festival des poésies contemporaines Et Dire et Ouïssance et des actions poétiques sur le territoire de Brocéliande. 
Son travail le mène à s'associer à des musiciens : Olivier Mellano, Thomas Bellhom. 

## Quelques titres
Poésie
- Au Fait & Au Prendre, éditions Tarabuste, 2024
- La Pandémiade, éditions Isabelle Sauvage, 2022
- Assemblages & Ripopées, éditions Tarabuste, 2021
- & Leçons & Coutures II, éditions Isabelle Sauvage, 2018
- Abaddôn, in Écrire l’Apocalypse, Joca Seria, 2016
- Fantasqueries, éditions Isabelle Sauvage, 2016

- Nouveau Fatrassier, Tarabuste, 2012
- et leçons et coutures, éditions Isabelle Sauvage, 2012
- Terreferme, L’idée bleue, 2009
- Vers à vif, Obsidiane, 2007
- Fatrassier, Tarabuste, 2007
- Nerfs, La Dragonne, 2006
- Dame, éd. 1 :1, 2005
- Monstres Morts, Obsidiane, 2005

- Les Loups vont où ?, Obsidiane, 2002
- Fondrie, Cheyne éditeur, 2002
- Les Nombreux, Le Dé Bleu, 2001
- C'est corbeau, Cheyne, coll. "Poèmes pour grandir", 2001.

Prose
- La Reposée du solitaire, notes, éditions Rehauts, 2023
- Phrases de la mort, L'Atelier Contemporain, 2022
- Compositions, notes, éditions Rehauts, 2019
- Lupercales, conte érotique, L’Atelier Contemporain, 2019

- Du travail, journal de résidence, L’Atelier Contemporain, 2019

- Compositions, notes, Rehauts, 2019

- Lettre ouverte à Merlin au sujet de la mort du cerf en forêt périlleuse de Brocéliande (et d'ailleurs), Le Réalgar, 2018

- Kerouac de Huelgoat (récit), Le Réalgar, 2017

- Sur le métier (entretien avec F. Trocmé), Isabelle Sauvage, 2014

- Continuation de détails (journal fantasque), L'Âne qui butine, 2014

- Le défait (récit), Champ Vallon, 2010
- Intermédiaires irlandais (récit), éditions Apogée, 2010